# Яблонево (Липецкая область)
Я́блонево — село Лебедянского района Липецкой области. Центр Яблоневского сельсовета.
Расположено в километре от реки Красивой Мечи, через которую переброшены два моста в село Большой Верх.
В 1800 году в селении была построена Троицкая церковь. Предположительно, селение возникло в XVIII или даже XVII веке.
Название может быть связано с лебедянским Троицким монастырём, который именовался Яблоновой пустынью.

## Население
| 2010 |
| ---- |
| 153  |